# André Louf
Pour les articles homonymes, voir Louf.
Ne doit pas être confondu avec André Louf-Decramer.
André Louf, né le 28 décembre 1929 à Louvain (Belgique) et mort le 12 juillet 2010 à l’abbaye du Mont des Cats (France), est un moine trappiste, auteur spirituel de renom, connu pour sa contribution à l'aggiornamento de la vie monastique et spirituelle à la suite du concile Vatican II. Abbé de l’abbaye du Mont-des-Cats durant 35 ans, de 1963 à 1997, il devient ermite après avoir rendu sa charge. De 1997 à 2010, il vécut retiré et solitaire à Simiane-la-Rotonde, en Provence, dans un petit ermitage adossé à l'abbaye de Sainte-Lioba. Sa personnalité et ses écrits l'ont imposé comme l'un « des maîtres spirituels du christianisme contemporain » , « l'une des plus grandes figures spirituelles de l'époque contemporaine » .

## Biographie

### Enfance et formation
Jaak, qui est le prénom de baptême et d'état-civil d'André Louf (André sera le prénom qu'il choisira pour sa vie monastique), est issu du mariage du poète belge André Louf-Decramer avec Elvire Decramer. Il naît le 28 décembre 1929 à Louvain, en Belgique, mais grandit en fait avec ses deux sœurs, Lieve et Maria, à Bruges où, dès 1930, son père s'installe comme avocat. Très marqué par les mouvements de jeunesse catholique dans lesquelles il s'investit beaucoup, et par les humanités classiques qu'il a reçues de ses professeurs jésuites au collège Saint-Louis de Bruges, André Louf entre à l’abbaye du Mont des Cats en 1947, à l’âge de 17 ans. Le 2 février 1954, il prononce ses vœux définitifs. Un an après, le 19 juillet 1955, il est ordonné prêtre. Son père abbé l'envoie alors parfaire ses études à Rome, où il passe trois années, de 1955 à 1958 : une année de théologie à l’Université grégorienne, et deux ans d'études des Écritures Saintes à l'Institut biblique pontifical, où il s'initie à l’exégèse universitaire et critique. C'est aussi à Rome, à travers l'apprentissage du syriaque, qu'il se plonge dans les sources de la vie monastique, les écrits des Pères de l'Église qui sont en train d'être redécouverts à cette période. Alors moine de l'abbaye de Bellefontaine, le père Placide Deseille se lie d'amitié avec lui autour de cette passion commune pour l'Orient chrétien et la spiritualité des Pères.

### Jeunesse monastique
En 1959, de retour dans son abbaye, André Louf se voit confier la direction des Collectanea cisterciensia, l'importante revue de spiritualité et d'histoire de l'ordre cistercien. Il positionne la revue aux avant-postes de l'aggiornamento, faisant publier des articles où la tradition monastique est fécondée par les attentes et les données de la culture contemporaine. Il oriente aussi la publication vers toujours plus de rigueur scientifique. C'est dans cet esprit, pour faire de la revue un intermédiaire respecté du monde universitaire, qu'il crée dès 1959 le Bulletin de Spiritualité monastique, une rubrique d'une vingtaine de pages qui recense, en une synthèse problématisée, la plupart des livres qui paraissent dans le domaine de l'histoire monastique. Ce bulletin, considéré encore aujourd’hui comme « une mine pour les chercheurs », asseoit le prestige de la revue dans le monde universitaire.
Élevé à une époque où une spiritualité très volontariste dominait le christianisme, Louf est imprégné par une culture de l'exploit, du salut acquis par ses efforts, sa générosité. « Sa première représentation de la vie monastique était héroïque : toujours plus d'effort, de transpirations, de larmes », témoigne un moine bénédictin qui l'a bien connu. Cela va le conduire jusqu'aux limites de sa résistance, l'obligeant à calmer ses ardeurs. « Pour celui qui a mis un point d'honneur à devenir un bon moine de carte postale, cet échec est humiliation », écrit son biographe, qui ajoute : «  Cette épreuve le libère du mythe du moine-champion qui hantait son imaginaire, et lui fait entrevoir autre chose : non plus cette ascèse de générosité qu'il pratiquait comme un athlète, mais l'ascèse évangélique, celle de la faiblesse, de la fragilité, destinée à révéler les abîmes de pauvreté qui se cachent en chacun pour les étaler humblement devant la miséricorde de Dieu ». De fait, c'est au cœur de l'impasse, de l’impuissance, de l'échec, qu'il fait une expérience inoubliable. « J'étais à genoux dans les stalles de l'abbatiale, a-t-il témoigné, quand j'ai compris comme une évidence l'amour infini de Dieu pour moi. Ce fut une expérience bouleversante, comme si Dieu avait voulu me montrer son vrai visage, sa pure et infinie miséricorde. Cette expérience bouleversante a transformé ma vie de foi. ».

### Abbé du Mont-des-Cats

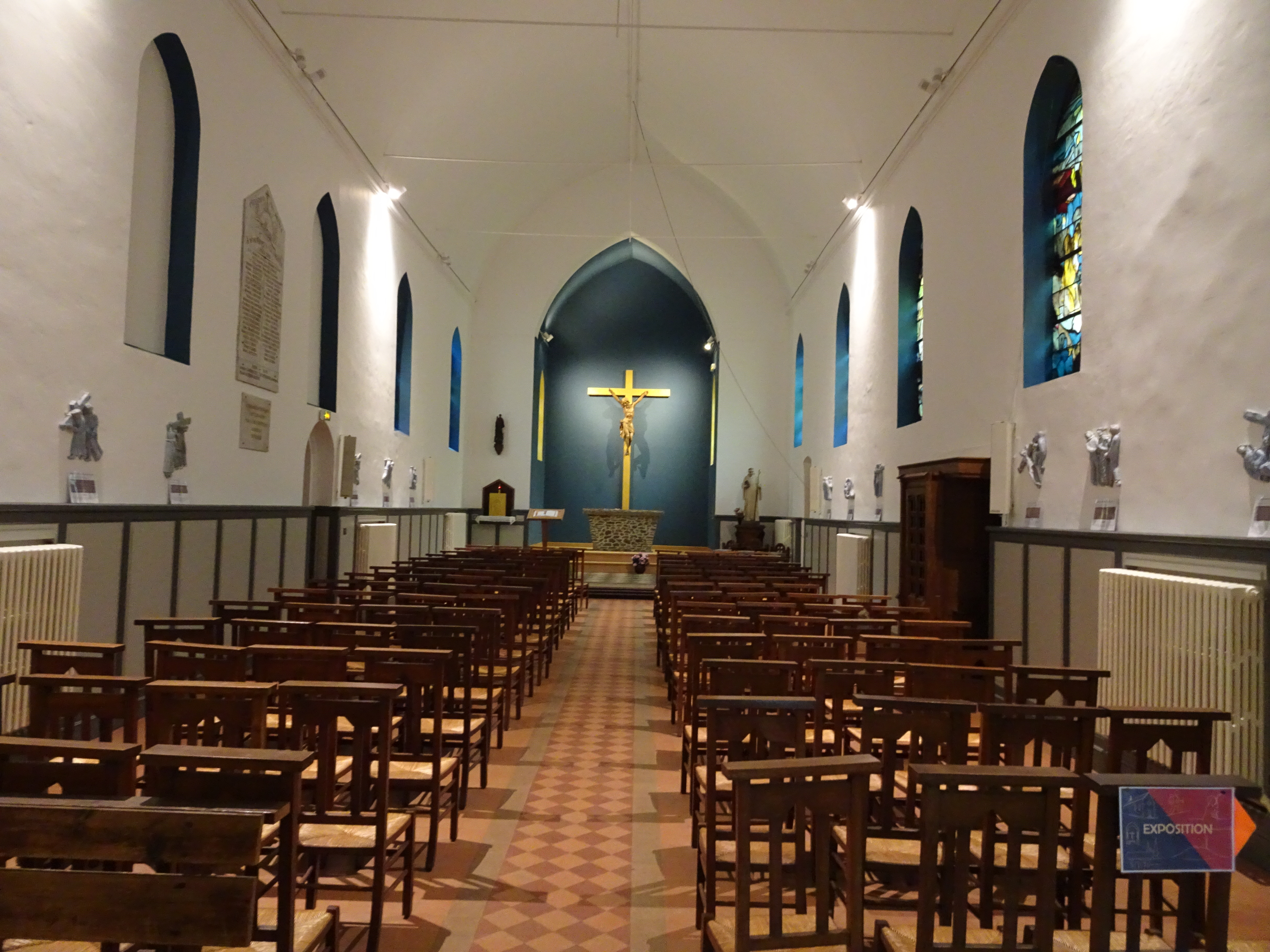
Église Saint-Bernard au Mont-des-Cats.

Le 10 janvier 1963, André Louf est élu abbé du Mont-des-Cats à l'âge de 33 ans. Comme il n'a pas l'âge canonique (35 ans), il obtient une permission spéciale de Rome. Pour exprimer l'esprit avec lequel il veut exercer sa charge, il choisit une devise et un cri. La devise abbatiale est une expression inspirée des textes primitifs de Cîteaux : Cum Christo paupere, qui signifie « avec le Christ pauvre ». Pour Lui, il s'agit moins de pauvreté matérielle que de sa volonté d'être un abbé qui ne met pas sa confiance en ses propres forces, mais attend tout de la grâce, comme un pauvre de cœur, un pauvre en esprit. Le cri est celui du Christ au moment de son agonie : « In manus tuas », « en tes mains ». Il occupera ce ministère abbatial durant trente-cinq ans de 1963 à 1997. Père spirituel de la communauté, il fait de l'abbaye flamande, par le rayonnement de son enseignement et de sa personnalité, « l'un des lieux les plus significatifs de l'inspiration chrétienne en Occident ».

### Influence dans l'Ordre trappiste
Élu abbé alors que Vatican II vient de commencer, André Louf fait partie de cette génération d'abbés qui a été chargée de faire passer le souffle du Concile Vatican II, non seulement dans leur abbaye, mais dans les structures et la vie de l'ordre trappiste. De fait, beaucoup des textes qui ont redéfini la vocation cistercienne et remodelé ses structures à la lumière des intuitions de Vatican II, portent sa marque. Dans une récente histoire de la Trappe, il est cité, avec Thomas Merton, dont il était proche, parmi ces quelques moines qui ont contribué à « la grande œuvre de rénovation spirituelle de l'Ordre au XXe siècle ».
Devenu l'un des « ténors » de l'ordre cistercien, André Louf attire l'attention des papes. Appréciant sa stature intellectuelle et sa sensibilité contemplative, plusieurs d'entre eux font appel à lui. C'est le cas, par exemple, de Paul VI qui lui demande de rédiger le Message des religieux contemplatifs au Synode des évêques qui suit le Concile Vatican II, en 1967, ou de Jean-Paul II qui l'invite à composer la méditation du chemin de croix au Colisée, à Rome, en 2004.

### Travail scientifique
Parallèlement à sa charge abbatiale, ce polyglotte (il parle plus d'une dizaine de langues, dont plusieurs langues anciennes), se fait connaître pour ses travaux d'érudition. Il participe au renouveau des études patristiques par un travail scientifique sur les écrits des premiers Pères du monachisme et de certains mystiques occidentaux. Il traduit ainsi les œuvres complètes du spirituel flamand Ruysbroeck, mais aussi certains écrits de la mystique syriaque du VIIe siècle, dont ceux d'Isaac de Ninive ou de Syméon de Taibouteh. Il est aussi la cheville ouvrière de la publication des œuvres complètes de saint Bernard de Clairvaux aux « Sources chrétiennes ».
Intéressé par la psychologie qui fait des avancées considérables dans les années 1970, il fait partie des quelques pionniers qui ont essayé de ressourcer la vie spirituelle avec les récents acquis de cette psychologie, notamment celle des profondeurs. Son livre La grâce peut davantage. L'accompagnement spirituel montre comment la psychothérapie, étymologiquement « guérison de l'âme », peut féconder l'expérience spirituelle, en déblayer le terrain.
En 1994, il reçoit un doctorat honoris causa décerné par l'Université catholique de Louvain à des personnalités qui « par leur choix et leur mode de vie ouvrent à l’humanité de nouvelles pistes d'espérances ». À travers ce titre, l'Université veut d'abord honorer l'érudit, l'homme de savoir dont l’œuvre tente d'ébaucher un dialogue entre la tradition chrétienne et les sciences humaines. Pour saluer cet effort de dialogue entre la foi et la pensée critique, c'est le philosophe Paul Ricœur qui est désigné pour parrainer la remise de prix.

### Artisan de l’œcuménisme
André Louf s'est beaucoup impliqué dans le dialogue œcuménique, notamment avec les orthodoxes. Sa contribution a d'abord été intellectuelle. Ses recherches ont notamment cherché à jeter des ponts entre les Églises, en révélant les parentés reliant les spiritualités catholiques et orthodoxes, ou en faisant connaître, par ses traductions, la richesse spirituelle de l'Orient chrétien en Occident. Mais la dialogue s'est aussi orienté vers des relations d'homme à homme, à travers des amitiés nouées avec les représentants des Églises orthodoxes, notamment avec le métropolite Hilarion dont il a traduit plusieurs livres. À partir des années 2000, André Louf participe assidûment aux colloques œcuméniques internationaux qui se tiennent chaque année au monastère de Bose, en Italie.
André Louf promeut la voie d'un « œcuménisme spirituel ». Selon lui, c'est moins par la recherche de clarifications doctrinales qu'à travers le renforcement des liens spirituels que le dialogue progressera. Par de tels liens qui se nouent autour du partage de leur expérience d'ascèse et de prière, argumente-t-il, les frères séparés peuvent ressentir combien, au-delà des différences secondaires, ils communient à la même grâce.

### Auteur spirituel
Son premier livre Seigneur, apprends-nous à prier, sorti en 1972, l'impose comme l'un des maîtres spirituels du christianisme. Traduits dans le monde entier, ses livres, qui cherchent à traduire la tradition de la mystique chrétienne dans le langage contemporain, vont former toute une génération de chrétiens à la vie spirituelle, à la méditation de la Parole de Dieu, et à la prière.
Dans Initiation à la vie spirituelle, l'un de ses derniers livres, il retrace de façon pédagogique les trois étapes de l'itinéraire de l'âme vers Dieu - active, passive et unitive -, insistant sur le fait que cette union à Dieu n'est pas réservée à une élite triée sur le volet mais représente la prérogative de tout croyant.

### Recherche vocationnelle
En 2017, un livre révèle et documente, notamment en s'appuyant sur le journal spirituel d'André Louf retrouvé aux archives du Mont des Cats, les douloureux tiraillements vocationnels du moine. Durant près de trente ans, André Louf, dont la vie était marquée par l'enseignement, l'apostolat, le rayonnement, les voyages, a été tourmentée par une vocation concurrente : se retirer de toute cette activité pour devenir ermite, voué à la prière solitaire et continuelle. En 1962, il fait des démarches pour entrer chez les camaldules, une congrégation d'ermites fondée en Italie, et dix ans plus tard, en 1972, il frappe à la porte de la Grande Chartreuse qui ne l'accepte pas. C'est en 1997, après avoir démissionné de sa charge d'abbé, qu'il accomplit ce rêve de jeunesse en devenant ermite à l'abbaye de Sainte-Lioba, en Provence.

### Ermite en Provence
En 1997, après sa démission, André Louf trouve refuge à l'abbaye bénédictine de Sainte-Lioba, en Provence, où la communauté transforme à son intention l'ancienne étable d'un âne en ermitage. Il passe là les douze dernières années de sa vie, dans le face à face avec Dieu. « La grandeur de sa vie est que son chemin l’a conduit à cette paix du cœur et à cette pauvreté d’esprit qu’il avait annoncées durant plus de quarante ans dans ses écrits », témoigne un moine bénédictin qui l'a fréquenté à cette période.
En 2010, pour des raisons de santé, il revient à l'abbaye du Mont des Cats. Il loge à l'infirmerie où il meurt le 12 juillet. Ses dernières paroles, entendues par l'infirmier, sont : « Christus, Christus, Christus ». L'enterrement a lieu deux jours plus tard, le 14 juillet 2010. André Louf repose au cimetière de l'abbaye.

## Œuvres d'André Louf

### Ouvrages traduits en français
- Seigneur apprends-nous à prier, Bruxelles, Lumen vitae, 1972.
- La Voie cistercienne. À l’école de l’amour, Paris, Desclée de Brouwer, 1980.
- Seul l’amour suffirait – Commentaires d’Évangile, pour les années A, B, C, Paris, Desclée de Brouwer, 1982-84.
- Au gré de sa grâce – Propos sur la prière, Paris, Desclée de Brouwer, 1989.
- La Grâce peut davantage – L’accompagnement spirituel, Paris, Desclée de Brouwer, 1992.
- Heureuse Faiblesse – Commentaires d’Évangile, pour les années A, B, C, Paris, Desclée de Brouwer, 1996-98.
- À la grâce de Dieu – Entretiens avec Stéphane Delberghe, Namur, Fidélité, 2002.
- L'Humilité, Paris, Parole et Silence, 2002.
- Dieu intime, paroles de moines, Paris, Bayard, 2003.
- Chemin de Croix du Colisée, Namur, Fidélité, 2004.
- À l’école de la contemplation, Paris, Lethielleux, 2004.
- L'Œuvre de Dieu : un chemin de prière, Paris, Lethielleux, 2005.
- Initiation à la vie spirituelle, Points, 2012, 96 p. (ISBN 978-2-7578-2447-4).
- Saint Bruno et le charisme cartusien aujourd’hui, Parole et Silence, 2016, 73 p. (ISBN 978-2-8891-8822-2).
- Charles Wright (Sous la direction de) et André Louf (Avec la contribution de), S'abandonner à l'amour : Méditations à Sainte Lioba, Salvator, 2017, 272 p. (ISBN 978-2-7067-1503-7).
- Charles Wright (Sous la direction de), Enzo Bianchi (Postface) et André Louf (Avec la contribution de), La joie vive : Méditations à Sainte-Lioba II, Salvator, 2017, 272 p. (ISBN 978-2-7067-1612-6).
- Au gré de sa grâce : Propos sur la prière, Artège Editions, 2018, 240 p. (ISBN 979-1-0336-0701-4)
- Seigneur, apprends nous à prier, Artège Editions, 2019, 256 p. (ISBN 979-1-0336-0796-0).

### Principaux articles scientifiques
- « Une théologie de la pauvreté monastique chez le bienheureux Guerric d'Igny », Collectanea cisterciensia, 20, 1958, p. 207-222.
- « La parole au-delà de la liturgie », Collectanea Cisterciensia, 31, 1969, p. 165-194.
- « Y a-t-il une attitude de prière propre au moine? », Collectanea cisterciensia, 33, 1971, p. 1-56.
- « Ascèse et prière », Collectanea cisterciensia, 33, 1971, p. 141-158.
- « Solidaires », Collectanea cisterciensa, 2, 1973, p. 143-148.
- (it) « Pentimento ed esperienza di Dio », Subiaco, 1973, p. 27-39.
- « Repentir et expérience de Dieu », dans Denis Huerre, Dir., L'expérience de Dieu dans la vie monastique, Abbaye sainte-Marie de La Pierre-qui-Vire, Les presses monastiques, 1973, p. 28-43.
- (en) « The place of prayer », Cistercian studies, t. 9, 4, 1974, p. 385-388.
- « L'acédie chez Evagre le Pontique », Concilium, 1974, p. 113-117.
- « L’expérience spirituelle », Cistercian Studies, t. 10, 2, 1975, p. 127-134
- « L'obéissance dans la tradition monastique », Vie consacrée, 48, 1976, p. 197-210
- « A l'école des psaumes », Christus, 96, 1977, p. 419-431.
- « Saint Benoît, homme de Dieu pour tous les temps », Collectanea cisterciensia, 42, 1980, p. 81-92
- « L'accompagnement spirituel aujourd'hui (1) », Vie consacrée, no 6, 1980, p. 323-335.
- « L'évolution de la vie monastique en France depuis le Concile », Documents Épiscopat, no 12, juin 1981, p. 1-8.
- « Moines et œcuménisme », Collectanea cisterciensia, 3, 1982, p. 169-182.
- (en) « Humility and Obedience in Monastic Tradition », Cistercian studies, vol. 18, 4, 1983, p. 261-282.
- « La paternité spirituelle dans la littérature du désert », La Vie spirituelle, 140, 1986, p. 335-360.
- « Bernard de Clairvaux et les cisterciens », Études, t. 373, 1-2, 1990, p. 89-100.
- « Saint Bernard fut-il un iconoclaste ? », Bulletin de littérature ecclésiastique, 93, 1992, p. 49-64.
- « Le cœur brisé », Buisson ardent, 3/1997, p. 48-60.
- « Saint Bernard et sainte Thérèse de Lisieux », Carmel, 3, 1997, p. 2-19.
- « La solitude monastique. Séparé de tous et unis à tous », Christus, 180, 1998, p. 421-431.
- « Le Cîteaux de saint Bernard », Collectanea cisterciensia, 61, 1, 1999, p. 40-78.
- « L'humilité dans la vie monastique », Le Lien des moniales, no 142, juillet 2000, p. 1-21.
- « Pourquoi Dieu se manifesta, selon Isaac le syrien », Connaissance des Pères de l’Église, 80, 2000, p. 37-56.
- « Quelques constantes spirituelles dans les traditions hésychastes en Orient et en Occident », Irénikon, 74, 2001, p. 483-514.
- « Saint Bruno », Document épiscopat, no 12-13, 2001, p. 1-18.
- « Une expérience de lectio divina », La Vie Spirituelle, 81, 2001, 740, p. 461-481.
- « Isaac le Syrien. La grâce, non pas les œuvres », Proche-Orient Chrétien, 51, 2001, p. 243-246.
- « Introduction à Syméon de Taibouteh », Collectanea cisterciensia, 64, 2002, p. 30-33.
- « Le repentir, clé de la vie en Christ », Buisson ardent, 9, 2003, p. 9-47.
- « La faiblesse, un chemin pascal selon saint Bernard », Collectanea cisterciensia, 65, 2003, p. 5-20.
- « Veilleur où en est la nuit ? », Christus, no 200, octobre 2003, p. 418-426.
- « Le discernement dans la tradition orientale », Itinéraires augustiniens, no 30, 2003, p. 33-46.
- « Faire pénitence ? », Sources vives, no 108, mars 2003, p. 81-87.
- « Autrement la grâce n'est plus la grâce », dans André Louf, Denis Huerre, Marie-David Giraud, Dieu intime. Paroles de moines, Paris, Bayard, 2003, p. 9-97.
- (it) « La paternità spirituale nel monachesimo d’occidente oggi », dans Evlogij di Vladimir et al., Optina Pustyn’ e la paternità spirituale. Atti del X Convegno ecumenico internazionale di spiritualità ortodossa. Sezione russa. Bose, 19-21 settembre 2002, Edizioni Qiqajon, 2003, p. 175-185.
- « Un accompagnement spirituel concerté : Barsanuphe, Jean et Séridos », Collectanea Cisterciensia, 66, 2004, p. 35-50.
- « La vie de prière : engagement pour la sauvegarde de la création », Collectanea cisterciensia, 66, 2004, p. 260-274
- « La paternité spirituelle », Art sacré. Revue de la fraternité saint Martin, no 17, 2005, p. 11-25.
- « L'acédie des cénobites et des ermites », dans Nathalie Nabert, Dir., Tristesse, acédie et médecine des âmes. Anthologie de textes rares et inédits (XIIIe – XXe siècles), Paris, Beauchesne, 2005, p. 165-179.
- « Chercher Dieu au temps de la déréliction », Vie consacrée, 77, 4, 2005, p. 219-231.
- « Élisabeth de la Trinité et Ruusbroec », dans Jean Clapier, Dir., Élisabeth de la Trinité. L'aventure mystique. Sources, expérience théologale, rayonnement, Toulouse, Éditions du carmel, 2006, p. 53-69.
- « Introduction », dans Cherche Dieu et ton cœur revivra. Hildegard Michaelis, 1900-1982, Paris, Cerf, 2006, p. 5-19.
- « "A la recherche du bonheur" dans la règle de saint Benoît », Vie consacrée, 80, 2, 2008, p. 116-124.
- « Les moines d’Occident et le Mont Athos », dans Mihai Frăţilă Dir., Vivere il Regno di Dio al servizio degli altri : miscellanea in onore del p. Olivier Raquez osb, Rome, Galaxia Gutenberg/Lipa edizioni, 2008, p. 113-133.
- « Vue d'ensemble sur la situation présente », dans Gérard-Marie Dubois, Dir., L'Ordre cistercien de la Stricte Observance au vingtième siècle, t. 2, Du Concile Vatican II à la fin du siècle, Rome, 2008, p. 205-207.
- « L’homme intérieur ou la liturgie du cœur », Collectanea Cisterciensia, 72, 4, 2010, p. 334-353.
- « Saint Bruno, 1 », Cistercian Studies quarterly, 48, 2013, p. 353-367.
- « Saint Bruno, 2. The charthusian charism today », Cistercian studies quarterly, 48, 2013, p. 353-367.

### Éditions, présentations, traductions
- Introduction de saint Antoine, Lettres, Bégrolles-en-Mauges, Abbaye de Bellefontaine, spiritualité orientale, 1976, p. 7-36.
- Présentation de Saint Nil Sorsky.1433-1508. La vie, les écrits, le skite d'un staretz de Trans-Volga, Bégrolles-en-Mauges, Abbaye de Bellefontaine, « Spiritualité orientale », 1980, p. 11-14.
- Présentation de Lettres des Pères du Désert. Ammonas, Macaire, Arsène, Sérapion de Thmuis, Abbaye de Bellefontaine, « spiritualité orientale », 1985.
- Traduction et présentation de Jan van Ruusbroec, Écrits I, La pierre brillante. Les sept clôtures. Les sept degrés de l'amour. Livre des éclaircissements, Bégrolles-en-Mauges, Bellefontaine, 1990.
- Traduction et présentation de Jan van Ruusbroec, Écrits II, Les noces spirituelles, Bégrolles-en-Mauges, Bellefontaine, 1993.
- Traduction et présentation de Jan van Ruusbroec, Écrits III, Le royaume des amants, le miroir de la béatitude éternelle, Bégrolles-en-Mauges, Bellefontaine, 1997 (Présentation, traduction et notes).
- Traduction et présentation de Jan van Ruusbroec, Écrits IV, Les douze béguines, les quatre tentations, De la foi chrétienne, Lettres, Bégrolles-en-Mauges, Bellefontaine, 1999.
- Traduction de Hilarion Alfeyev, L’univers spirituel d’Isaac le Syrien, Bégrolles-en-Mauges, Abbaye de Bellefontaine, Spiritualité orientale, 2001.
- Traduction et présentation d'Isaac de Ninive, Œuvres spirituelles II, 41 discours récemment découverts, Bégrolles-en-Mauges, Abbaye de Bellefontaine, 2003.
- Traduction de Paul Verdeyen, Guillaume de Saint-Thierry. Premier auteur mystique des anciens Pays-Bas, Turnhout, Brepols, 2003.
- Traduction de Hilarion Alfeyev, Le nom grand et glorieux. La vénération du Nom de Dieu et la prière de Jésus dans la tradition orthodoxs, Paris, Cerf, 2007.
- Traduction et présentation d'Isaac de Ninive, Œuvres spirituelles III, d'après un manuscrit récemment découvert, Bégrolles-en-Mauges, Abbaye de Bellefontaine, 2008.
- Traduction de Hilarion Domratchev, Sur les monts du Caucase, Éditions des Syrtes, 2016.